# Republikanci Slovenije
Republikanci Slovenije (ReS) je bila politična stranka, ki je delovala v devedesetih letih dvajsetega stoletja. Sedež stranke je bil v Velenju, njen predsednik je bil Adolf Štorman.